# Jef Demuysere

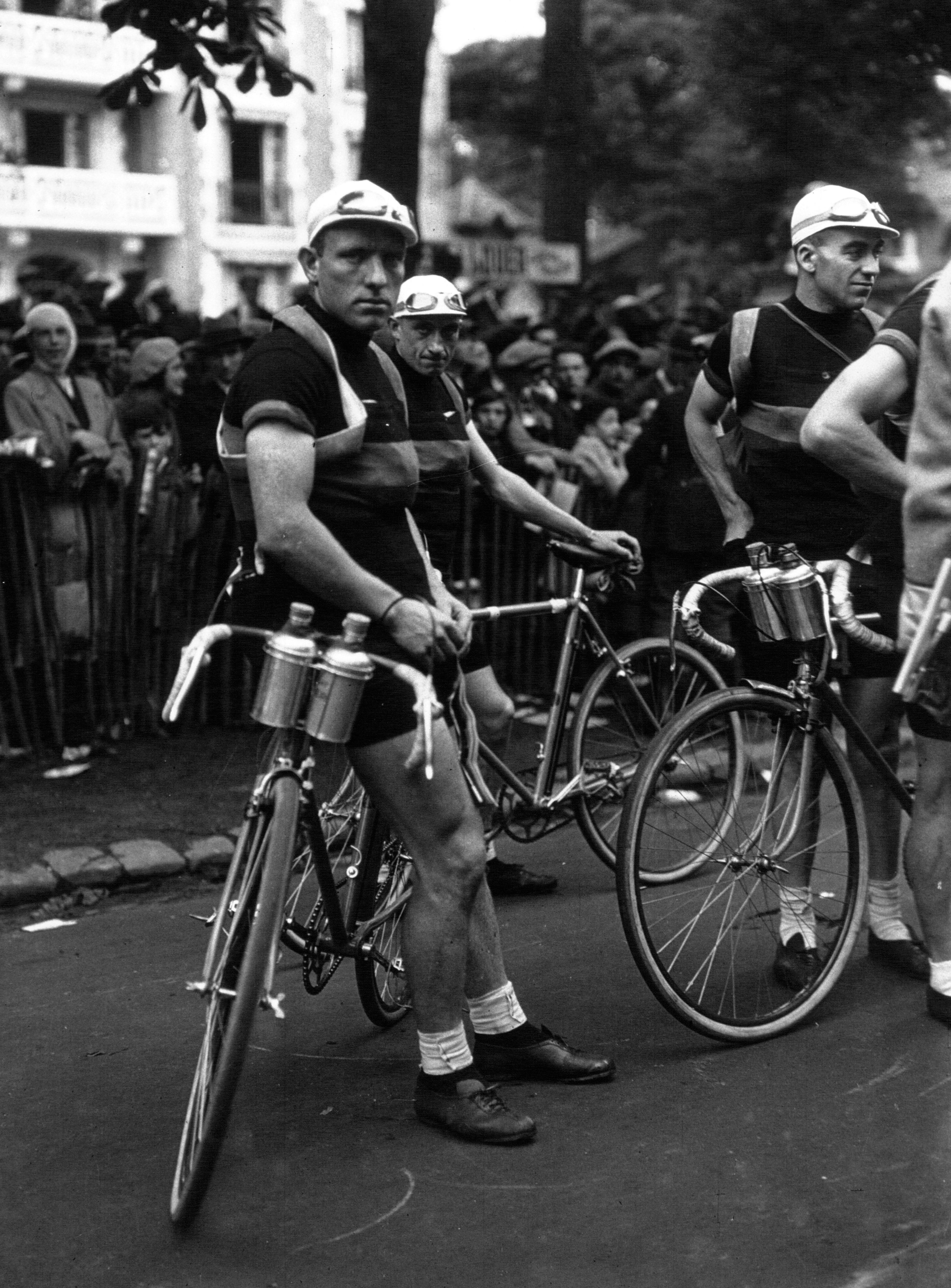
Jef Demuysere lors du Tour de France 1932

Jef Demuysere ou Joseph Demuysere, né le 22 août 1907 à Wervicq et mort le 2 mai 1969 à Anvers, est un coureur cycliste belge.

## Biographie
Professionnel de 1928 à 1938, il remporte notamment Milan-San Remo en 1934.
Il connaît également une bonne carrière sur le Tour de France. En quatre participations, il termine deux fois sur le podium et gagne trois étapes. Il termine à deux reprises deuxième du Tour d'Italie en 1932 et 1933.
En 1931, il apparaît dans son propre rôle dans le film Hardi les gars ! réalisé par Maurice Champreux,.

## Palmarès
- 1926
  - Paris-Arras
  - 2e de Lille-Dunkerque-Lille
  - 3e du Circuit minier et métallurgique du Nord
- 1927
  - Tour des Flandres des indépendants
  - 6e de Liège-Bastogne-Liège
- 1929
  - 10e étape du Tour de France
  - Paris-Longwy
  - 3e de Bordeaux-Paris 
  - 3e du Tour de France
  - 6e de Paris-Tours
- 1930
  - Circuit du Morbihan
  - 2e de Paris-Bruxelles 
  - 2e du GP Wolber 
  - 3e de Bordeaux-Paris 
  - 4e du Tour de France
- 1931
  - 15e et 18e étapes du Tour de France
  - Circuit des régions flamandes
  - 2e du Tour de France
  - 4e de Paris-Tours 
  - 6e de Paris-Roubaix
- 1932
  -  Champion de Belgique de cyclo-cross
  - 2e du Circuit de Paris
  - 2e du Tour d'Italie
  - 6e de Paris-Roubaix
  - 8e du Tour de France
- 1933
  - 1re étape du Tour de Catalogne
  - 2e du Tour d'Italie
- 1934
  - Milan-San Remo
  - 4e de Paris-Tours
- 1935
  - 2e du championnat de Belgique sur route
  - 9e de Milan-San Remo

## Résultats sur les grands tours

### Tour de France
4 participations
- 1929 : 3e, vainqueur de la 10e étape
- 1930 : 4e
- 1931 : 2e, vainqueur des 15e et 18e étapes
- 1932 : 8e

### Tour d'Italie
4 participations
- 1932 : 2e
- 1933 : 2e,  maillot rose pendant 3 jours
- 1934 : 11e
- 1935 : 40e